# Inmigración japonesa en Francia
Un nipo-francés (en japonés: 在フランス日本人; en francés: japonais français) es un ciudadano francés de origen japonés o un inmigrante japonés que reside en Francia. Francia es el país europeo que tiene la población japonesa más grande, después de Inglaterra. En 2019, hubo más de 63.000 japoneses viviendo en Francia, la media que están viviendo en París y el otro parte de la población viviendo en otras ciudades como Marsella y Nantes.

## Historia

### Ante la Primera Guerra Mundial
Gente japonesa ha vivido en Francia desde el siglo XIX, cuando el gobierno Meiji miró a Francia como un país con mucha cultura y una sociedad avanzada. La gente que viajaron a Francia solo vivieron en el país por dos a tres años antes de regresar a Japón para recibir más educación de cultura europea.

### Entre los años 1920s a la Segunda Guerra Mundial
La población japonesa continua a incluye gente que solo viven en Francia por unos años antes de regresar a Japón. Cuando la Segunda Guerra Mundial empezó, la inmigración de gente japonés a Francia paró hasta el fin de la guerra.

### Después la Segunda Guerra Mundial
La inmigración de gente japonesa continua a incluir gente con la nivel de educación alta después de la guerra e incluye escritores, políticos, profesores y gente de negocios. Alrededor de 75 por ciento de gente Japonés Francés tienen una educación de una universidad. Los números de estudiantes japoneses en Francia, sin embargo, están menor que ante la Segunda Guerra Mundial. Hoy, un número de japonés francés viven en Francia sin regresar a Japón para vivir allí otra vez pero la mayoría de ellos todavía viven en Francia por unos años ante de regresar a Japón.

## Cultura

### Lengua
Las lenguas mayoría de japonés francés son el francés y el japonés. El uso de francés es muy importante por personas de negocios y personas con un trabajo gobierno japonés en Francia, y el francés es el idioma preferido de estas personas. Otras personas pueden hablar los dos idiomas bien e inmigrantes permanentes y sus familias hablan japonés en la casa. Un número de japonés francés pueden hablar el inglés también, especialmente en los negocios.

### Religión
La religión de la población japonés francés es el Budismo de la forma Mahāyāna y hay templos en communidades de ciudades con poblaciones japoneses como Paris y Marsella. El budismo japonés tiene la influencia del religión anciano de Japón que se llama el Sintoísmo.

### Comunidades
Los japoneses en Francia no tienen barrios grandes como otros grupos de inmigrantes tales como los chinos y árabes. Un poco más del 50 por ciento de la población japonesa en Francia vive en París y está más concentrada en los XV y XVI Distritos de París. Otras ciudades con poblaciones japonesas son Marsella, Nantes y Blois. Los japoneses se han asimilado más en la sociedad francesa que otras culturas como los árabes y con una cultura similar a gente vietnamita, que era una colonia de Francia y la gente ya pueden hablar el francés. Los japoneses usualmente son identificados con sus trabajos y esta asimilación ha resultado en que algunos franceses no sepan que su país tiene una población japonesa. Sin embargo, la cultura de Japón es muy popular entre los jóvenes de Francia, como programas de televisión y comida.

## Relaciones con los franceses
Empezando en el siglo XIX, cuando la cultura de Francia era muy popular en Japón, la idea de Japonismo empezó en Francia y la cultura de Japón era muy popular en Francia. Los franceses vieron a Japón como un país con una cultura artística y exótica, con algunos viajando al país para aprender las artes. Usualmente, los franceses ven a Japón como un país competitivo respecto a la economía con Francia pero asimismo, los japoneses son vistos de manera más positiva que gente árabe y africana en una encuesta realizada en 2001.